# Culatello di Zibello

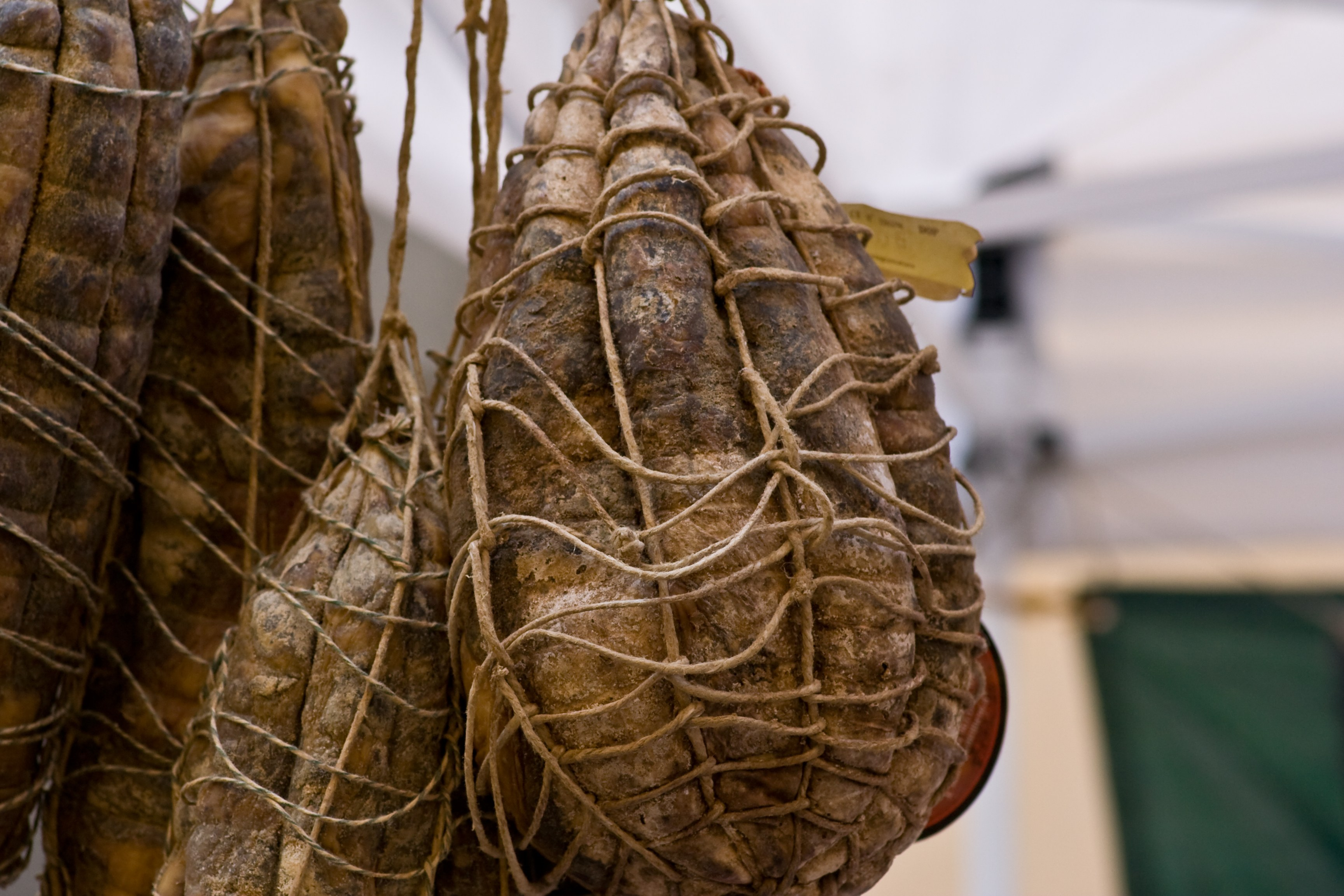
Culatello affiné.

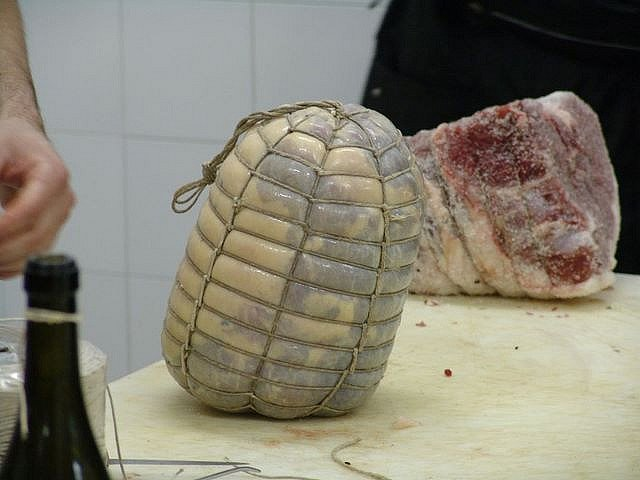
L'emmaillotement avec la vessie de porc et ficelage.

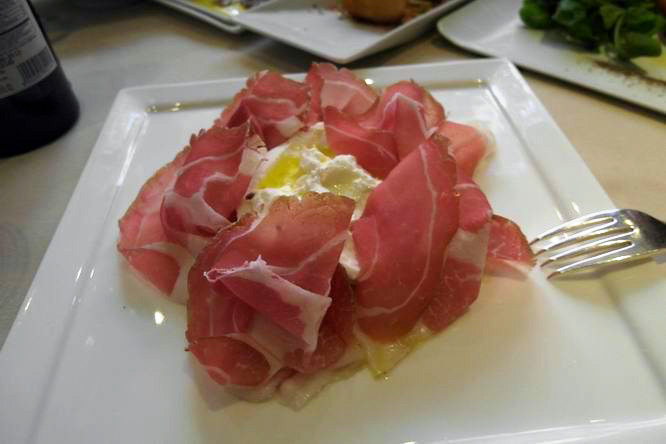
Tranches de culatello et burrata.

Le culatello di Zibello est une charcuterie italienne produite dans la province de Parme. Il est originaire de Zibello près de Modène.
Depuis le 2 juillet 1996, l'appellation d'origine culatello di Zibello est commercialement préservée au niveau européen par une appellation d'origine protégée (AOP).

## Caractéristiques
Il s'agit d'un jambon cru salé et séché obtenu strictement à partir de la cuisse de porcs des races Nera di Parma et Suino pesante Padano nés, élevés en plein air et abattus dans les régions de Lombardie et d'Émilie-Romagne après l'âge minimum de 9 mois, et dont l'alimentation est exclusivement composée de maïs, de glands et de châtaignes.
Désossé et taillé, il a la forme d'une grosse poire. Il est salé manuellement à sec durant entre 1 et 6 jours, frotté avec du poivre, de l'ail et du vin, enveloppé dans une vessie de porc puis bridé de ficelles disposées de manière à former un filet à larges mailles. Après une période d'affinage de 13 à 15 mois dans des conditions climatiques strictes qui favorisent le développement d'une couche de moisissure noble, le culatello pèse entre 3 et 5 kilogrammes.
À la coupe, la partie musculaire est de couleur rouge et le gras compris entre les divers faisceaux musculaires de couleur blanche.
Son goût est caractéristique, doux et délicat.

## Aire géographique
La zone typique de production et de transformation comprend uniquement les territoires des communes : Polesine Parmense, Busseto, Zibello, Soragna, Roccabianca, San Secondo, Sissa et Colorno.